# Матам (отдел полиции)
МАТАМ — особый отдел специальных расследований и заданий в составе следственного управления национальной Полиции Израиля. Занимается проведением расследований, задержаний и привлечением к суду нарушителей по делам о государственной безопасности, борьбой с организованной преступностью и контрабандой наркотиков, сбором информации об уголовном мире, палестинских террористических группировках, отдельных людях и организациях.

## Структура
Состоит из четырёх подразделений: разведывательного, безопасности, общего, национальных меньшинств. Располагает современной системой обработки и накопления информации, которой пользуются и другие спецслужбы Израиля.